# Молодість (фільм, 1934)
«Молодість» — радянський художній фільм-драма 1934 року, знятий режисером Леонідом Луковим на студії «Українфільм».

## Сюжет
Картина розповідає про участь комсомольців у підпільній революційній боротьбі в перші роки громадянської війни в Україні.

## У ролях
- Іван Коваль-Самборський — Борис
- Віра Шершньова — Олена, комсомолка-підпільниця
- Лаврентій Масоха — Мішка
- Мілі Таут-Корсо — Тоня
- Микола Надемський — обиватель / партизан / офіцер
- Дмитро Голубинський — старий партієць
- Володимир Войшвилло — Сеня
- Михайло Горнатко — робітник
- Борис Загорський — Касьян, білий офіцер
- Олександр Запольський — партієць
- Арсеній Куц — молодий робітник
- Анастасія Кожевникова — партизанка

## Знімальна група
- Режисер — Леонід Луков
- Сценарист — Володимир Алексєєв
- Оператор — Олексій Панкратьєв
- Композитор — Ігор Белза
- Художники — Семен Мандель, Моріц Уманський